# Norman Jordaan
Pour les articles homonymes, voir Jordaan (homonymie).
Pas d'image ? Cliquez ici

a Compétitions nationales et continentales officielles uniquement.

b Matchs officiels uniquement.
Dernière mise à jour le 21 décembre 2017.
Norman Jordaan, né le 3 avril 1975 au Cap (Afrique du Sud), est un ancien joueur de rugby à XV sud-africain. Il a joué en équipe d'Afrique du Sud et évolue au poste de demi de mêlée (1,72 m pour 82 kg).

## Biographie
Le 24 novembre 2007 il se blesse au genou lors du match Rugby club toulonnais-Bordeaux-Bègles et doit subir une opération. Il est indisponible six mois et le club recrute Junior Poluleuligaga comme joker médical. Le RCT envisage même de poursuivre Seti Filo, l'auteur du plaquage ayant provoqué la blessure de Norman Jordaan, au tribunal civil.

## Carrière

### En club
- 2005-2006 : Pays d'Aix RC (Pro D2 )
- 2006-2009 : RC Toulon (Pro D2 puis Top 14 )
- 2009-2010 : RO Grasse (Fédérale 2 )
- 2010-2011 : UA Libourne (Honneur )

### En province
- 1996-1999 : Western Province (Réserviste)
- 2000-2004 : Blue Bulls (Currie Cup) (où il évoluait avec notamment Joost van der Westhuizen, Fourie du Preez ou Jaco van der Westhuyzen)

### En franchise
- 2002 : Bulls (Super 12)
- 2003 : Cats (Super 12) (où il formait la charnière avec Andre Pretorius)
- 2004/2005 : Bulls (Super 12)

### En équipe nationale
Il a honoré son unique cape internationale en équipe d'Afrique du Sud le 23 novembre 2002 contre l'équipe d'Angleterre.

## Palmarès

### En club
- Champion de France de Pro D2 : 2008

### En province
- Vainqueur de la Currie Cup : 2002, 2003, 2004

### En équipe nationale
- 1 sélection en équipe d'Afrique du Sud en 2002
- Équipe d'Afrique du Sud A en 2004
- Équipe d'Afrique du Sud - 21 ans en 1996
- Barbarian sud-africain en 2000